# Provinciale weg 211
Der Provinciale weg 211 (kurz: N211) ist eine niederländische Landstraße in der Provinz Zuid-Holland, die im Süden von Den Haag beginnt und von dort aus bis nach Hoek van Holland verläuft. Von dort aus gibt es eine Fährverbindung nach Harwich (Großbritannien). Die N211 ist Teil der Europastraße 25 und der Europastraße 30, eine der wichtigsten Ost-West-Verbindungen Europas.
Da die N211 größtenteils außerhalb von geschlossenen Ortschaften verläuft, ist auf der gesamten Strecke mit Ausnahme des Abschnittes zwischen Poeldijk und Monster eine zulässige Höchstgeschwindigkeit von 80 km/h vorgeschrieben. Zwischen Poeldijk und Monster gilt eine zulässige Höchstgeschwindigkeit von 60 km/h. Im Abschnitt zwischen der Ausfahrt Den Haag-Zuid (A4) und Zichtenburg ist die N211 ein Teil des Ringes von Den Haag.
Die N211 ist ein wichtiges Bindeglied des internationalen Verkehrs zwischen den Niederlanden und dem Vereinigten Königreich.

## Bilder

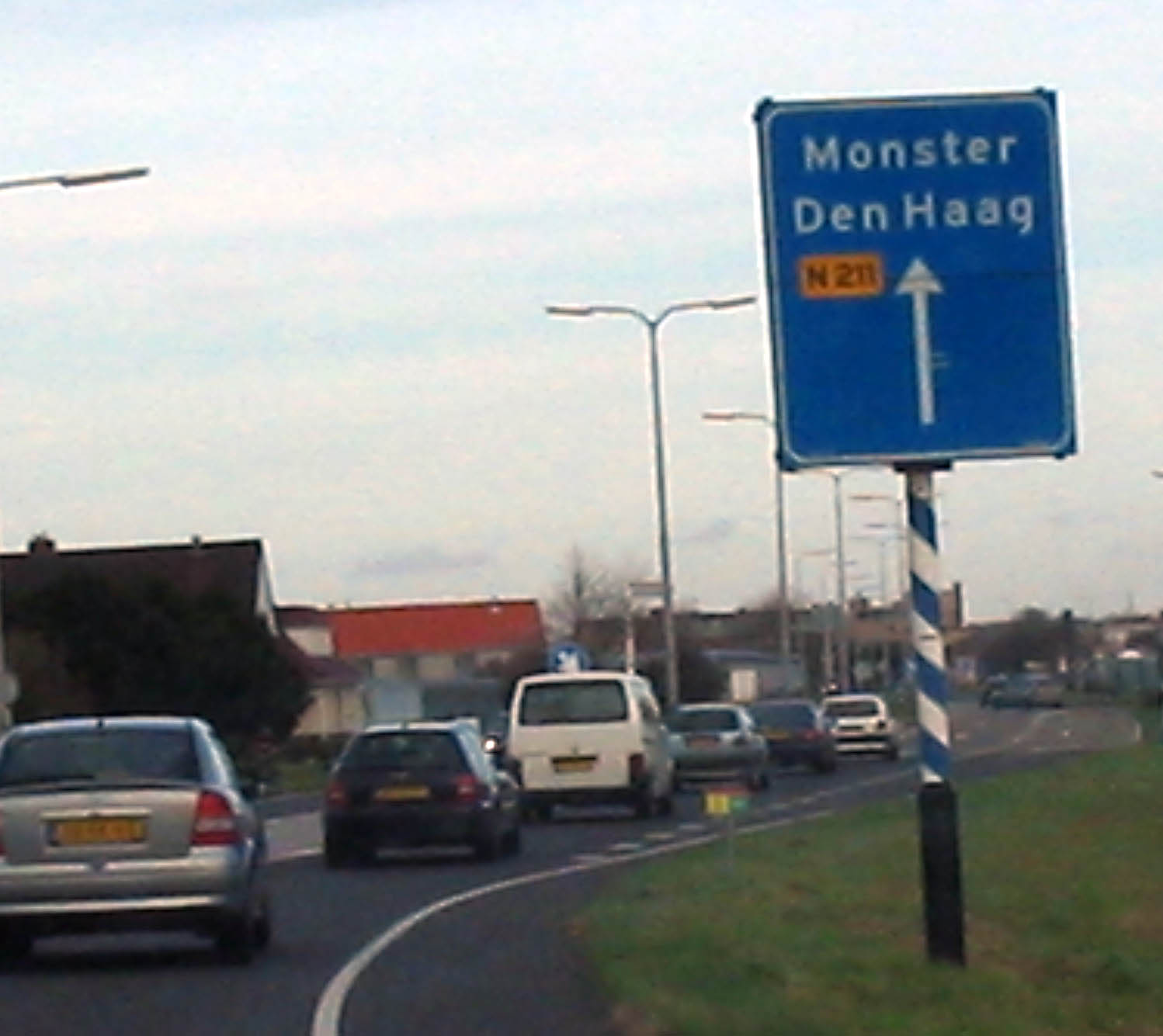
Die N211 bei Monster
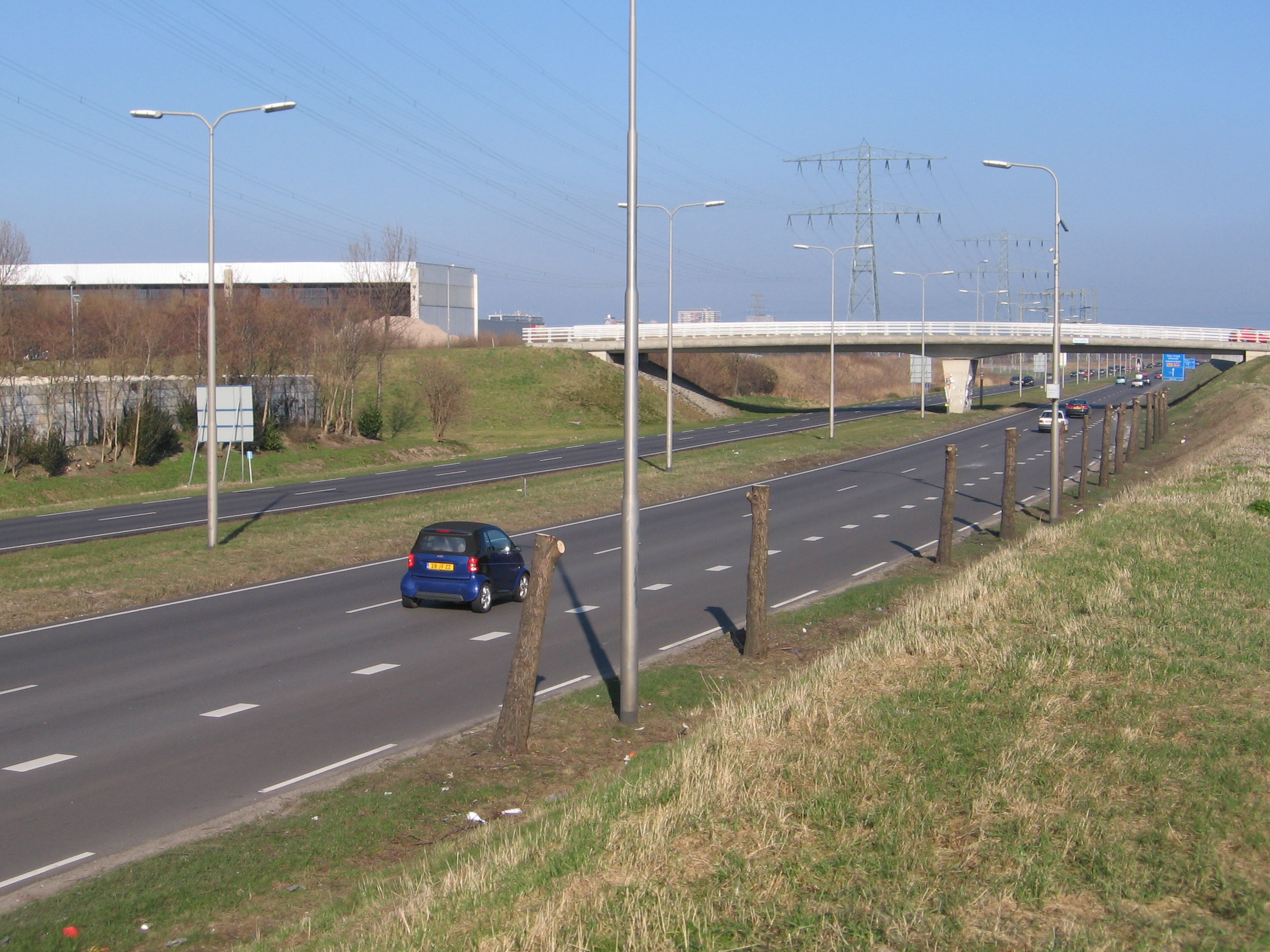
Die N211 bei Wateringen